# U 138 (U-Boot, 1940)
U 138 war ein deutsches U-Boot vom Typ II D, das im Zweiten Weltkrieg von der deutschen Kriegsmarine eingesetzt wurde.

## Geschichte
Der Auftrag für das Boot wurde am 25. September 1939 an die Werft Deutsche Werke, Kiel vergeben. Die Kiellegung erfolgte am 16. November 1939, der Stapellauf am 18. Mai 1940. Die Indienststellung unter Oberleutnant zur See Wolfgang Lüth fand schließlich am 27. Juni 1940 statt.
Das Boot gehörte nach seiner Indienststellung am 27. Juni 1940 bis zum 31. August 1940 als Ausbildungsboot zur 1. U-Flottille in Kiel. Nach der Ausbildung gehörte U 137 vom 1. September 1940 bis zum 31. Dezember 1940 als Frontboot zur 1. U-Flottille in Kiel. Nach dem Fronteinsatz kam das Boot vom 1. Januar 1941 bis zum 30. April 1941 als Schulboot zur 22. U-Flottille nach Gotenhafen. Anschließend reaktiviert, kam es vom 1. Mai 1941 bis zu seiner Versenkung am 18. Juni 1941 als Frontboot zur 3. U-Flottille nach Kiel.

## Einsatzstatistik
U 138 führte während seiner Dienstzeit fünf Unternehmungen durch, auf denen sechs Schiffe mit 48.564 BRT versenkt und zwei Schiffe mit 11.555 BRT beschädigt wurden.

### Erste Unternehmung
Das Boot lief am 10. September 1940 um 19.00 Uhr von Kiel aus und lief am 26. September 1940 um 13:35 Uhr in Lorient ein. Auf dieser 16 Tage dauernden und 2.346 sm über und 171 sm unter Wasser langen Unternehmung in den Nordatlantik, westlich der Hebriden und dem Nordkanal, wurden vier Schiffe mit 34.644 BRT versenkt.
- 20. September 1940: Versenkung des britischen Walfangschiffs New Sevilla (Lage) mit 13.801 BRT. Der Dampfer wurde durch einen Torpedo versenkt. Er fuhr in Ballast und war auf dem Weg von Liverpool über Aruba nach South Georgia. Das Schiff gehörte zum Konvoi OB-216 mit 27 Schiffen. Es gab zwei Tote und 282 Überlebende.
- 20. September 1940: Versenkung des panamaischen Dampfers Boka (Lage) mit 5.560 BRT. Der Dampfer wurde durch einen Torpedo versenkt. Er hatte Kohle geladen und war auf dem Weg von Barry nach Takoradi. Das Schiff gehörte zum Konvoi OB-216 mit 27 Schiffen. Es gab acht Tote und 26 Überlebende.
- 20. September 1940: Versenkung des britischen Dampfers Empire Adventure mit 5.145 BRT. Der Dampfer wurde durch einen Torpedo versenkt. Er fuhr in Ballast und war auf dem Weg vom Tyne nach Wabana (Conception Bay). Das Schiff gehörte zum Konvoi OB-216 mit 27 Schiffen. Es gab 21 Tote und 18 Überlebende.
- 21. September 1940: Versenkung des britischen Dampfers City of Simla (Lage) mit 10.138 BRT. Der Dampfer wurde durch einen Torpedo versenkt. Er hatte 3.000 t Stückgut und 167 Passagiere an Bord und befand sich auf dem Weg von London und Glasgow nach Kapstadt und Bombay. Das Schiff gehörte zum Konvoi OB-216 mit 27 Schiffen. Ein Crewmitglied und zwei Passagiere wurden getötet, 182 Crewmitglieder und 165 Passagiere wurden gerettet.

### Zweite Unternehmung
Das Boot lief am 8. Oktober 1940 um 9:35 Uhr von Lorient aus und lief am 19. Oktober 1940 um 18:30 Uhr wieder dort ein. Auf dieser zwölf Tage dauernden und zirka 2.100 sm über und 64 sm unter Wasser langen Unternehmung in den Nordatlantik und westlich des Nordkanals, wurde ein Schiff mit 5.327 BRT versenkt und zwei Schiffe mit 11.555 BRT beschädigt.
- 13. Oktober 1940: Beschädigung des norwegischen Motorschiffes Dagrun mit 4.562 BRT. Das Schiff wurde durch einen Torpedo beschädigt.
- 15. Oktober 1940: Versenkung des britischen Dampfers Bonheur (Lage) mit 5.327 BRT. Der Dampfer wurde durch einen Torpedo versenkt. Er hatte 5.200 t Stückgut geladen und befand sich auf dem Weg von Liverpool (Großbritannien) nach Rosario. Das Schiff gehörte zum Konvoi OB-228 mit 47 Schiffen. Es gab keine Verluste, 39 Überlebende.
- 15. Oktober 1940: Beschädigung des britischen Tankers British Glory mit 6.993 BRT. Der Tanker wurde durch einen Torpedo beschädigt. Er fuhr in Ballast und war auf dem Weg von Glasgow nach Abadan. Das Schiff gehörte zum Konvoi OB-228 mit 47 Schiffen. Es gab drei Tote.

### Dritte Unternehmung
Das Boot lief am 5. November 1940 um 9:00 Uhr von Lorient aus und lief am 23. November 1940 um 15:05 Uhr in Bergen ein. Es lief am 28. November 1940 um 15:45 Uhr wieder dort aus und lief am 1. Dezember 1940 um 15:50 Uhr in Kiel ein. Auf dieser 27 Tage dauernden Unternehmung in den Nordatlantik, der Rockall Bank und dem Nordkanal, wurden keine Schiffe versenkt oder beschädigt.

### Vierte Unternehmung
Das Boot lief am 20. April 1941 um 4:00 Uhr von Kiel aus und lief am 24. April 1941 um 22:50 Uhr in Bergen ein. Es lief am 12. Mai 1941 um 23:00 Uhr wieder dort aus und lief am 27. Mai 1941 um 18:30 Uhr in Lorient ein. Auf dieser 20 Tage dauernden und zirka 2.870 sm über und 104 sm unter Wasser langen Unternehmung in den Nordatlantik, den Färöer und dem Nordkanal, wurde ein Schiff mit 8.593 BRT versenkt.
- 20. Mai 1941: Versenkung des britischen Motorschiffes Javanese Prince (Lage) mit 8.593 BRT. Das Schiff wurde durch einen Torpedo versenkt. Es fuhr in Ballast, hatte vier Passagiere an Bord und war auf dem Weg von Cardiff nach New York (USA). Das Schiff gehörte zum Konvoi OB-332 mit 38 Schiffen. Es gab einen Toten und 58 Überlebende.

### Fünfte Unternehmung
Das Boot lief am 12. Juni 1941 von Lorient aus und wurde am 18. Juni 1941 versenkt. Auf dieser sechs Tage dauernden Unternehmung in den Atlantik, westlich von Gibraltar, wurden keine Schiffe versenkt oder beschädigt.

## Verbleib
Unter dem Kommandanten Franz Gramitzky wurde das Boot am 18. Juni 1941 westlich von Cádiz durch einen sechsstündigen Wasserbombenangriff der britischen Zerstörer Faulknor, Fearless, Forester, Foresight und Foxhound zum Auftauchen gezwungen. Das Boot wurde von der Besatzung selbst versenkt. Die Position war 36° 4′ N, 7° 29′ W im Marine-Planquadrat CG 9457. Es gab keine Verluste, 28 Überlebende.